# Championnat du Portugal de football 1940-1941
Navigation
1939-1940 1941-1942
Le Championnat du Portugal de football 1940-1941 est la 7e édition de la compétition qui voit le retour à une compétition à 8 clubs et aussi le premier sacre du Sporting CP.

## Clubs participants
| \| Barreirense Belenenses Os Unidos Benfica Sporting FC Porto Boavista Académica \| Localisation des clubs, saison 1940-41 |
| Barreirense Belenenses Os Unidos Benfica Sporting FC Porto Boavista Académica                                              |

| Club           | Ville    | En D1 depuis | Participations | Cl. 1939-40       |
| -------------- | -------- | ------------ | -------------- | ----------------- |
| Académica      | Coimbra  | 1934-35      | 7e             | 6°                |
| FC Barreirense | Barreiro | 1937-38      | 4e             | 5°                |
| Belenenses     | Lisbonne | 1934-35      | 7e             | 3°                |
| SL Benfica     | Lisbonne | 1934-35      | 7e             | 4°                |
| FC Porto       | Porto    | 1934-35      | 7e             | 1°                |
| Sporting CP    | Lisbonne | 1934-35      | 7e             | 2°                |
| CF Os Unidos   | Lisbonne | 1940-41      | 1re            | Deuxième Division |
| Boavista FC    | Porto    | 1940-41      | 2e             | Deuxième Division |

## La pré-saison
Afin de participer au championnat de première division, les AF (Association de Football) de Coimbra, Lisbonne, Porto et Setúbal (Associations de Football créatrices du championnat national), doivent disputer un premier tour, qui désigne ceux qui participeront au championnat de première division, au mois de janvier 1941.
Pour les championnats de l'AF Coimbra et Setúbal, seul le champion est qualifié, pour l'AF Porto les deux premiers et pour l'AF Lisbonne, les quatre premiers.  

### Championnat de l'AF Coimbra
L'Académica remporte son 9e championnat de l'AF Coimbra d'affilée, et se voit ainsi à nouveau qualifié pour le championnat national. 
| Rang | Équipe               | Pts | J | G | N | P | Bp | Bc | Diff |
| ---- | -------------------- | --- | - | - | - | - | -- | -- | ---- |
| 1    | Académica de Coimbra | 0   | 0 | 0 | 0 | 0 | 0  | 0  | 0    |
| -    | Anadia FC            | 0   | 0 | 0 | 0 | 0 | 0  | 0  | 0    |
| -    | SC Conimbricense     | 0   | 0 | 0 | 0 | 0 | 0  | 0  | 0    |
| -    | CF Santa Clara       | 0   | 0 | 0 | 0 | 0 | 0  | 0  | 0    |
| -    | Naval 1º de Maio     | 0   | 0 | 0 | 0 | 0 | 0  | 0  | 0    |
| -    | União de Coimbra     | 0   | 0 | 0 | 0 | 0 | 0  | 0  | 0    |

|  | Champion |

### Championnat de l'AF Lisbonne
Le Sporting Portugal est déclaré champion grâce à sa différence de but sur le Benfica Lisbonne, obtenant ainsi son 14e titre régional. Les deux autres clubs à se qualifier pour la phase nationale sont les bleus du CF Belenenses et du nouveau venu qu'est les Unidos Lisbonne.
| Rang | Équipe            | Pts | J  | G | N | P  | Bp | Bc | Diff |
| ---- | ----------------- | --- | -- | - | - | -- | -- | -- | ---- |
| 1    | Sporting Portugal | 16  | 10 | 8 | 0 | 2  | 55 | 11 | +44  |
| 2    | Benfica           | 16  | 10 | 8 | 0 | 2  | 29 | 21 | +8   |
| 3    | CF Belenenses     | 14  | 10 | 9 | 1 | 4  | 35 | 20 | +15  |
| 4    | Unidos Lisbonne   | 8   | 10 | 4 | 0 | 6  | 15 | 34 | -19  |
| 5    | Carcavelinhos FC  | 6   | 10 | 3 | 0 | 7  | 12 | 28 | -16  |
| 6    | União Lisboa      | 0   | 10 | 0 | 0 | 10 | 11 | 43 | -32  |

|  | Champion                                        |
|  | En gras clubs qualifiés pour la phase nationale |

### Championnat de l'AF Porto
En début de saison la fédération retire ses prérogatives au président du FC Porto, Ângelo César Machado. Mais cela n'empêche pas les joueurs de la capitale du nord de remporter son championnat régional. Ainsi les bleus et blancs vont pouvoir défendre leur titre et rêver au "tri", ils sont accompagnés du Boavista, qui a barré la route au rival de toujours, l'Académico FC.
| Rang | Équipe        | Pts | J | G | N | P | Bp | Bc | Diff |
| ---- | ------------- | --- | - | - | - | - | -- | -- | ---- |
| 1    | FC Porto      | 0   | 0 | 0 | 0 | 0 | 0  | 0  | 0    |
| 2    | Boavista      | 0   | 0 | 0 | 0 | 0 | 0  | 0  | 0    |
| -    | Académico FC  | 0   | 0 | 0 | 0 | 0 | 0  | 0  | 0    |
| -    | Leça FC       | 0   | 0 | 0 | 0 | 0 | 0  | 0  | 0    |
| -    | Leixões SC    | 0   | 0 | 0 | 0 | 0 | 0  | 0  | 0    |
| -    | SC Salgueiros | 0   | 0 | 0 | 0 | 0 | 0  | 0  | 0    |

|  | Champion                                          |
|  | En gras, clubs qualifiés pour la phase nationale. |

### Championnat de l'AF Setúbal
Le FC Barreirense, remporte le championnat régional et participe ainsi à son 4e championnat national.
| Rang | Équipe             | Pts | J | G | N | P | Bp | Bc | Diff |
| ---- | ------------------ | --- | - | - | - | - | -- | -- | ---- |
| 1    | FC Barreirense     | 0   | 0 | 0 | 0 | 0 | 0  | 0  | 0    |
| -    | Amora FC           | 0   | 0 | 0 | 0 | 0 | 0  | 0  | 0    |
| -    | Luso FC            | 0   | 0 | 0 | 0 | 0 | 0  | 0  | 0    |
| -    | Seixal FC          | 0   | 0 | 0 | 0 | 0 | 0  | 0  | 0    |
| -    | Unidos do Barreiro | 0   | 0 | 0 | 0 | 0 | 0  | 0  | 0    |
| -    | Vitória Setúbal    | 0   | 0 | 0 | 0 | 0 | 0  | 0  | 0    |

|  | Champion |

## Compétition
Sous les ordres de son entraîneur hongrois, Joseph Szabo, le club lisboète du Sporting, remporte son premier titre de champion national. Grâce à son entraineur les "sportinguistes" après avoir remporté le championnat de Lisbonne, remportent aussi la coupe du Portugal (premier doublé de l'histoire du club). 
Cette réussite est due à l'exceptionnel buteur local qu'est Fernando Peyroteo, qui finit meilleur buteur du championnat avec 29 réalisations. 

### Résultats
| Résultats (▼dom., ►ext.)                                   | Académica | Barreirense | Belenenses | Benfica | Boavista | FC Porto | Sporting | Unidos |
| Académica                                                  |           | 4-2         | 3-2        | 2-2     | 6-0      | 3-3      | 3-5      | 2-2    |
| Barreirense                                                | 3-2       |             | 1-5        | 1-0     | 1-0      | 0-2      | 0-3      | 2-4    |
| Belenenses                                                 | 2-0       | 5-0         |            | 5-3     | 10-0     | 2-3      | 5-1      | 13-0   |
| Benfica                                                    | 3-0       | 2-1         | 4-1        |         | 6-1      | 3-2      | 2-4      | 3-2    |
| Boavista                                                   | 2-1       | 0-2         | 2-3        | 1-1     |          | 3-6      | 1-5      | 1-0    |
| FC Porto                                                   | 6-2       | 5-1         | 2-2        | 5-2     | 7-1      |          | 2-2      | 3-1    |
| Sporting                                                   | 7-1       | 2-0         | 3-1        | 1-2     | 9-0      | 5-1      |          | 4-2    |
| Unidos                                                     | 2-3       | 2-3         | 2-3        | 2-6     | 6-0      | 0-0      | 3-7      |        |
| - Victoire à domicile - Match nul - Victoire à l'extérieur |           |             |            |         |          |          |          |        |

### Classement final
Le barème utilisé pour établir le classement est le suivant :
- Victoire : 2 points
- Match nul : 1 point
- Défaite : 0 point

| Rang | Équipe               | Pts | J  | G  | N | P  | Bp | Bc | Diff |
| ---- | -------------------- | --- | -- | -- | - | -- | -- | -- | ---- |
| 1    | Sporting Portugal    | 23  | 14 | 11 | 1 | 2  | 58 | 23 | +35  |
| 2    | FC Porto (T)         | 20  | 14 | 8  | 4 | 2  | 47 | 27 | +20  |
| 3    | CF Belenenses        | 19  | 14 | 9  | 1 | 4  | 59 | 22 | +37  |
| 4    | Benfica              | 18  | 14 | 8  | 2 | 4  | 39 | 28 | +11  |
| 5    | Académica de Coimbra | 11  | 14 | 4  | 3 | 7  | 32 | 41 | -9   |
| 6    | FC Barreirense       | 10  | 14 | 5  | 0 | 9  | 17 | 38 | -21  |
| 7    | Unidos Lisbonne      | 6   | 14 | 2  | 2 | 10 | 28 | 50 | -22  |
| 8    | Boavista             | 5   | 14 | 2  | 1 | 11 | 12 | 63 | -51  |

|     | Champion        |
| (T) | Tenant du titre |

### Leader journée par journée
- Bel : Os Belenenses
- SCP : Sporting CP
- SLB : SL Benfica

## Statistiques
- Meilleure attaque : Os Belenenses: 59 buts
- Meilleure défense : Os Belenenses: 22 buts

- Plus mauvaise attaque : Boavista FC : 12 buts
- Plus mauvaise défense : Boavista FC : 63 buts

### Meilleurs buteurs
| Cl. | Joueur              | Club                 | Buts |
| 1   | Fernando Peyroteo   | Sporting CP          | 29   |
| 2   | Rafael Correia      | Os Belenenses        | 13   |
| 2   | Slavko Kodrnja      | FC Porto             | 13   |
| 4   | Francisco Rodrigues | SL Benfica           | 12   |
| 5   | Lemos               | Académica de Coimbra | 11   |
| 5   | Arnaldo Carneiro    | CF Os Unidos         | 11   |
| 7   | Gilberto            | Os Belenenses        | 10   |
| 8   | Peseta              | Académica de Coimbra | 9    |
| 9   | Gomes da Costa      | FC Porto             | 8    |
| 9   | Franjo Petrak       | FC Porto             | 8    |
| 9   | Alfredo Valadas     | SL Benfica           | 8    |

## Les champions du Portugal
Sporting Clube de Portugal
| Président                              | Joaquim Oliveira Duarte |
| Entraîneur                             | József Szabó |
| Gardiens (matchs joués-buts marqués)   | João Azevedo (12-0), Dores (2-0) |
| Défenseurs (matchs joués-buts marqués) | Álvaro Cardoso (13-1), Rui Araújo (8-0), Frazão (5-2), Octávio Barrosa (2-0) |
| Milieux (matchs joués-buts marqués)    | Aníbal Paciência (14-0), Gregório (12-1), Manecas (12-0), António Figueiredo (2-0), Zeferino (2-0) |
| Attaquants (matchs joués-buts marqués) | Fernando Peyroteo (14-29), João Cruz (13-5), Armando Ferreira (13-4), Adolfo Mourão (11-5), Pedro Pireza (8-4), Manuel Soeiro (5-4), Mulder (2-1), Daniel (2-0), Carlos Canário (1-0), Ruy Silva (1-0) |

## Résumé de la saison
- Lors de la première journée le FC Porto, rencontre le Sporting CP à Lisbonne. Défaite du tenant du titre 5 à 1, les "portistes" perdent leur gardien Bela Andrasik sur blessure.

- La 9e journée est reportée à la suite du passage d'un cyclone sur le Portugal. Les festivités du 37e anniversaire du SL Benfica, le sont aussi.

- En mars 1941 le joueur du FC Porto, Carlos Pereira, trahi les siens partant jouer vers la capitale chez l' estreiante.

- 12e journée, le FC Porto, bat Benfica, 5 à 2, ce qui expulse les rouges de la capitale du podium.

## Bilan de la saison
| Tableau d'Honneur                        |              |
| Compétition                              | Vainqueur    |
| Primeira Divisão                         | Sporting CP  |
| Segunda Divisão                          | SC Olhanense |
| Taça de Portugal                         | Sporting CP  |
| Championnat de l'AF Coïmbra de football  | Académica    |
| Championnat de l'AF Lisbonne de football | Sporting CP  |
| Championnat de l'AF Porto de football    | FC Porto     |
| Championnat de l'AF Setúbal de football  | Barreirense  |